# باحذيق (اسم)
بَاحَذِيْق هو اسم علم مذكر من أصل عربي، ومعناه هو كثير ممارسة العمل حتى مهر فيه.